# Louis Dauvergne (architekt)

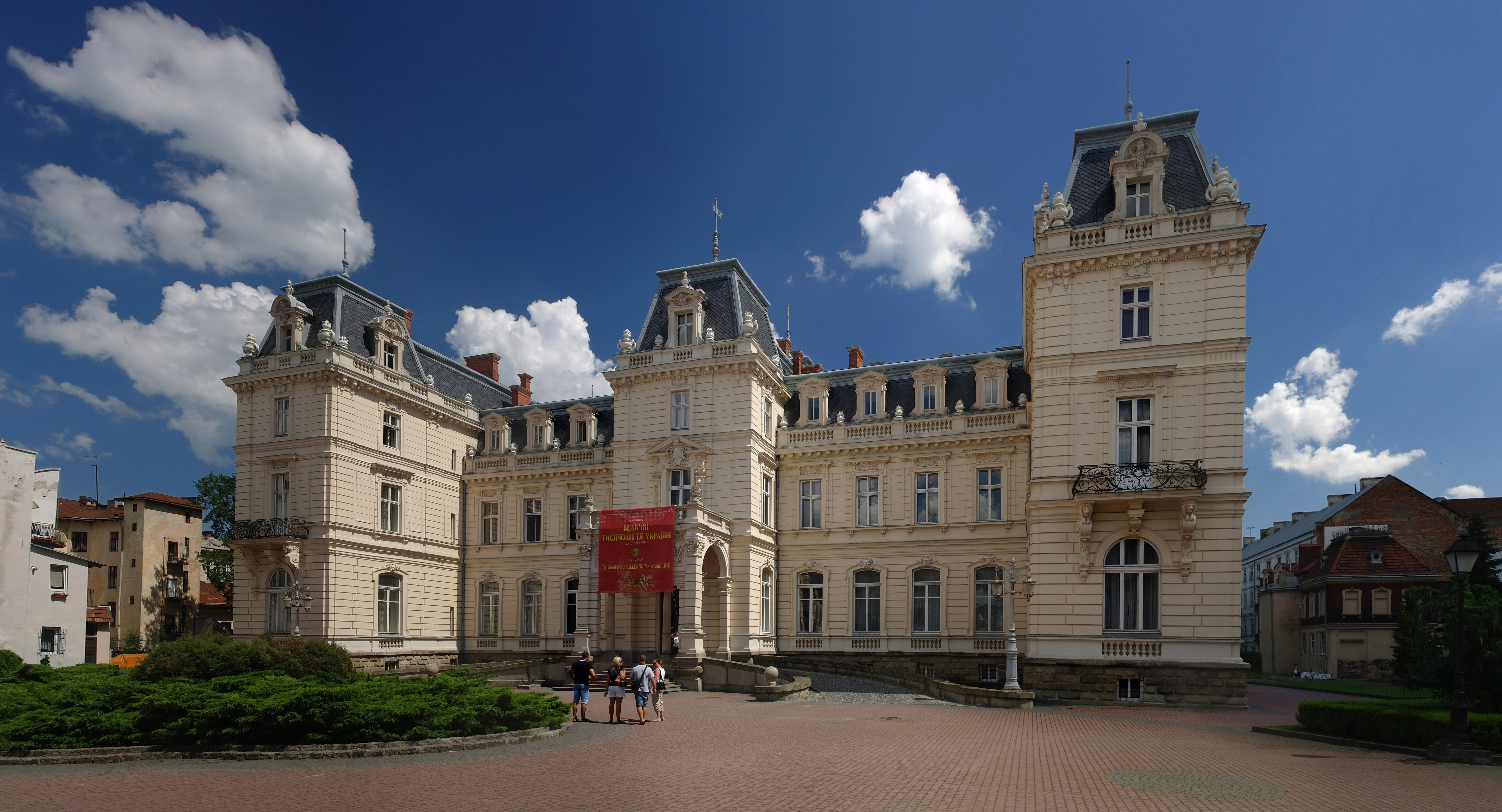
Pałac Potockich we Lwowie

Louis Alphonse René Alfred Dauvergne (ur. 20 lipca 1854 w Châteauroux, zm. 1903) – francuski prawnik i architekt.

## Życiorys
Od 1877 studiował architekturę w École nationale supérieure des beaux-arts, równocześnie był studentem Wydziału Prawnego. Większość życia zawodowego spędził w Paryżu, projektował pałace, wille i domy. Uczestniczył w Wystawie Światowej w 1889, zaprojektował pawilon Brazylii. Jego najbardziej znanym projektem zrealizowanym w Paryżu zabudowa rue de l'Alboni w XVI dzielnicy. Od 1888 był członkiem Stowarzyszenia Architektów Środkowej Francji, pełnił tam funkcję architekta eksperta w rady Prefektury Sekwany. Rok później został członkiem Izby Handlowej.
Nie jest znana dokładna data i miejsce jego śmierci.

## Dorobek architektoniczny
- Kościół świętego Piotra w Neuilly-sur-Seine, projekt z 1883 Louisa Dauvergne (ojca), który zmarł w 1885 podczas budowy świątyni. Budowa została rozpoczęta pod nadzorem jego syna w 1887, a ukończona w 1896;
- Ratusz w Maisons-Laffitte, konkurs na jego realizację ogłoszono w 1887, Louis Dauvergne wygrał go, jego projekt zrealizowano w latach 1888–1890;
- Pałac Potockich we Lwowie 1888–1890, wybudowany z modyfikacjami Juliana Cybulskiego;
- Zespół budynków mieszkalnych przy rue de l'Alboni, jest to osiem kamienic zbudowanych ok. 1899;
- Przebudowa i rozbudowa średniowiecznego zamku w rezydencję księcia Pozzo di Borgo w Dangu, nadbudowa budynku głównego i dobudowa skrzydeł w latach 1896–1899;
- Pawilon Brazylii na Wystawie Światowej w 1899;
- Grobowiec Henriego Meilhac na Cmentarzu Montparnasse[3].